# Psydoll
Psydoll est un groupe de musique cyberpunk japonais formé en 1997 à Tokyo. Il a eu un certain succès au Royaume-Uni à partir de 2003.

## Membres
- Nekoi (Chanteuse, paroles et clavier)
- Ucchi (Guitare)
- Loveless

## Discographie

### Albums
- Illumidia (Japan Only) (1997)
- Psyberdoll (Japan Only) (Tyrell Morgue, 1998)
- Lake/Rose, Rose, Rose (Japan Only) (Tyrell Morgue, 1999)
- The Daughter Of Dr.Neumann (Japan Only) (Tyrell Morgue, 2000)
- A War In The Box (Japan only) (Tyrell Morgue, 2002)
- I Psydoll(Plant Ghost Music, 2004)

### Singles
- Fragments (Japon seulement) (2003)
- Sign (Japon seulement) (2004)
- Stories (Japon seulement EP) (2005)